# Kruis van Sint Brigida

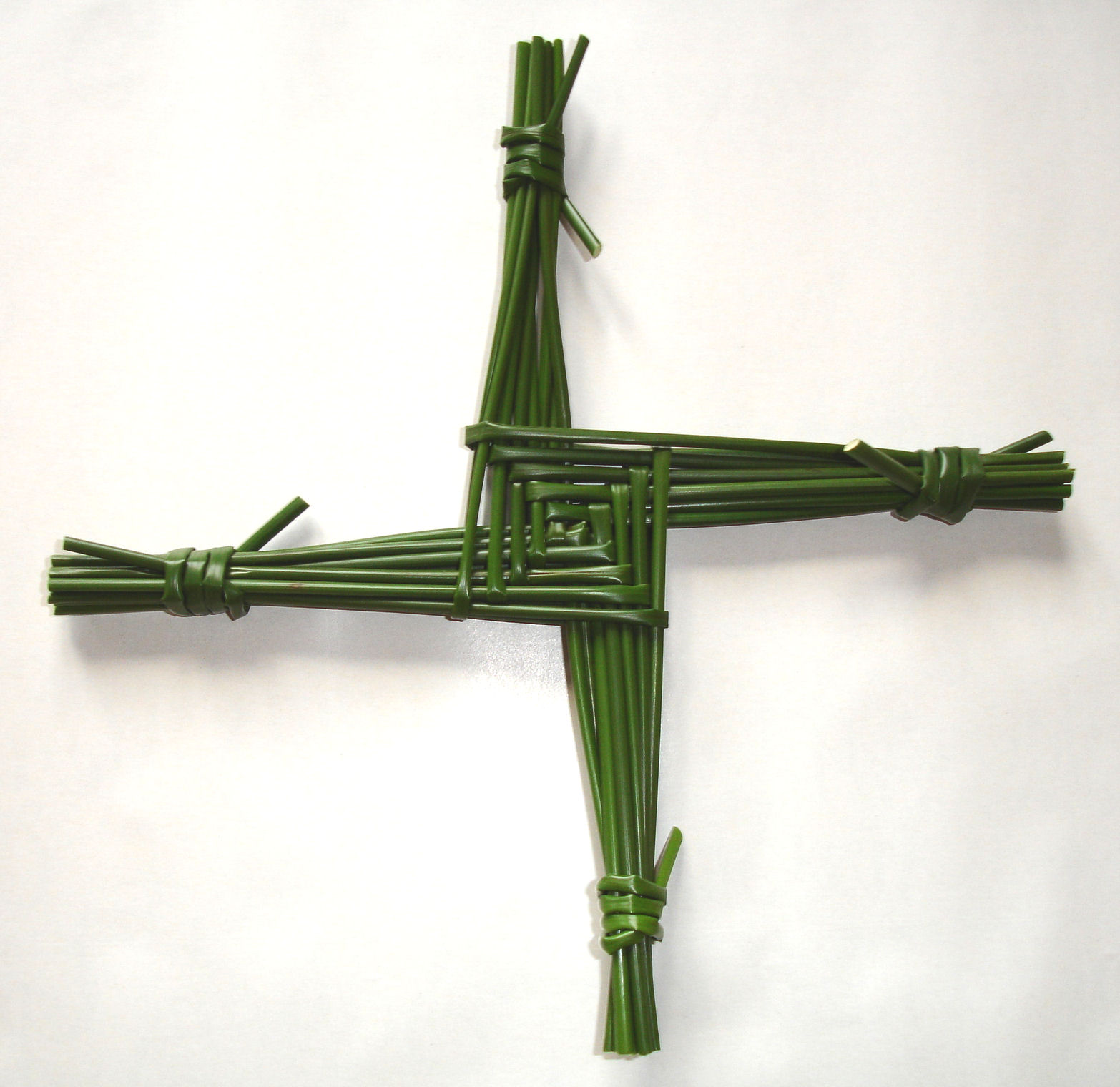
Kruis van Sint Brigida

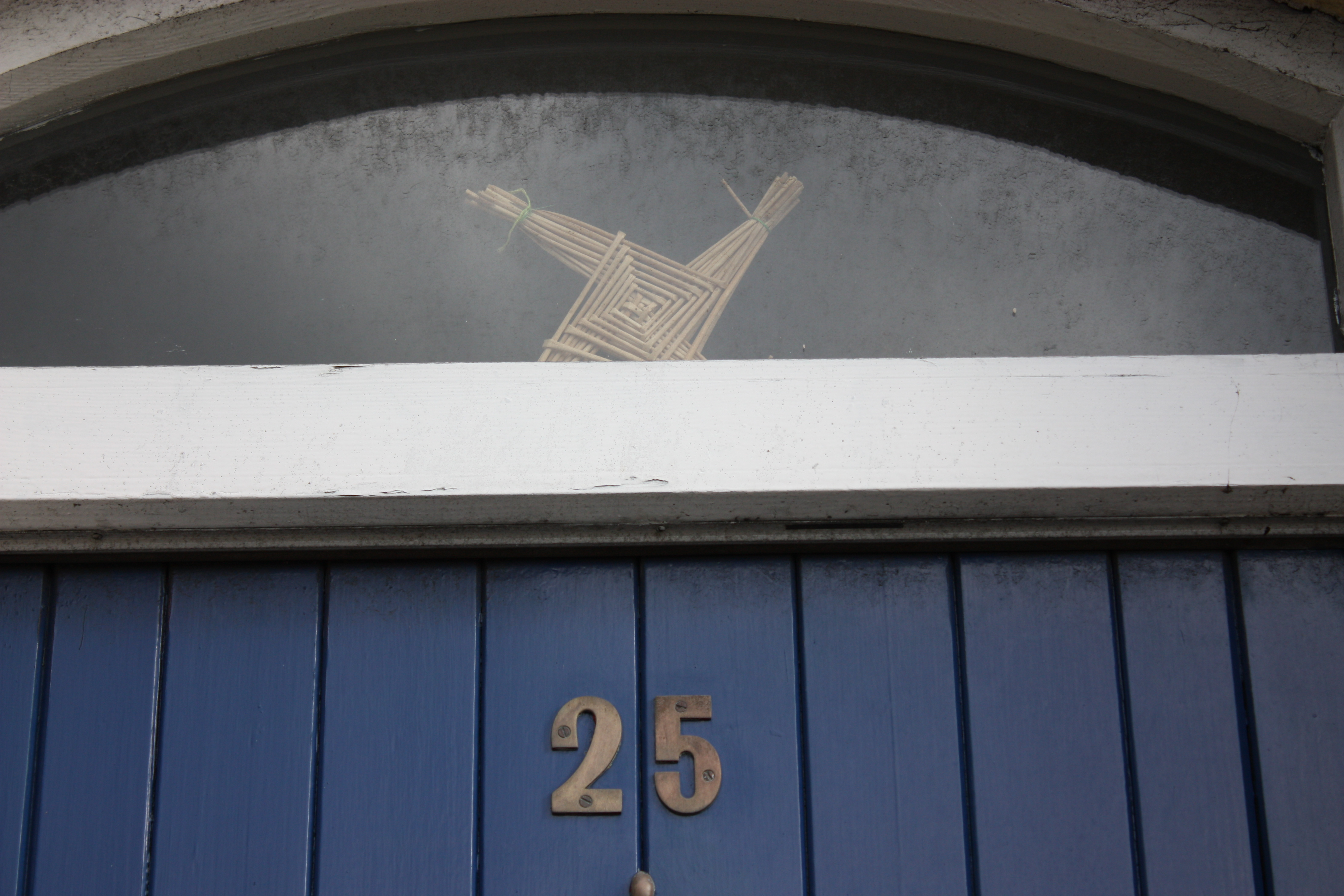
Kruis van Sint Brigida aangebracht boven een deur.

Een kruis van Sint Brigida (Iers: Cros Bríde, Crosóg Bríde of Bogha Bríde) is een klein kruis, doorgaans geweven van rus. Meestal bestaat het kruis uit vier armen, gebonden aan het uiteinde, en een vierkant in het midden. In het verleden waren er ook driearmige kruizen in gebruik.
De kruizen van Sint Brigida worden geassocieerd met Sint Brigida, een van de patroonheiligen van Ierland. De kruizen worden traditioneel gemaakt op de feestdag van Sint Brigida, 1 februari. Dit was oorspronkelijk een voorchristelijke feestdag genaamd Imbolc dat het begin van de lente markeerde. Het was gebruikelijk om een kruis boven de buitendeur te plaatsen om daarmee het huis te beschermen tegen allerlei vormen van onheil.

## Keltische oorsprong
Het bestaan van de Sint Brigidakruizen is naar alle waarschijnlijkheid ouder dan het christendom. De godin Brigit behoorde tot het mythische volk Tuatha Dé Danann. Haar feestdag was op de dag van Imbolc. Het hedendaagse maken van de kruizen van rus is zeer waarschijnlijk een nazaat van een voorchristelijke traditie waarvan de betekenis tot in de twintigste eeuw op het platteland bekend was. Een van de tradities is dat het kruis een woning zou beschermen tegen brand maar dit is in tegenspraak met de christelijke traditie van Sint Brigida. Het is waarschijnlijk een overblijfsel van de voorchristelijke spirituele traditie omtrent haar feestdag en een vuurcultus.

## Christelijk gebruik

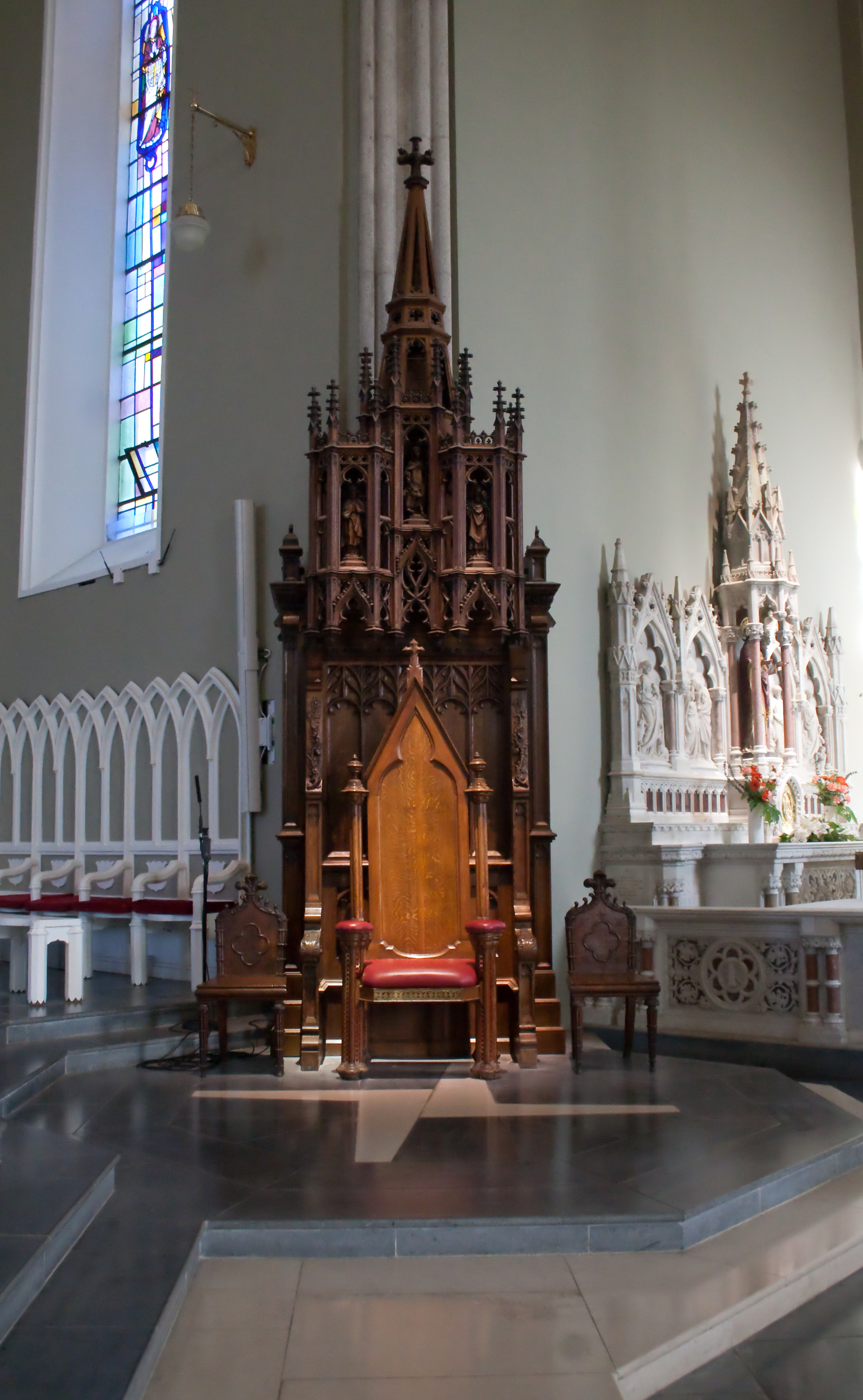
Bisschopszetel in de Kathedraal van Carlow met een kruis van Sint Brigida verwerkt in de vloer ervoor.

In het christendom zijn Sint Brigida en het kruis verbonden door een verhaal waarbij zij een kruis aan het maken was aan het doodsbed van of haar vader, of een niet-christelijke lokale heerser. Na het horen van de betekenis van het kruis, vroeg hij om gedoopt te worden.